# Дионис
Дионис је стари грчки бог плодности, вегетације, живота, вина и уживања. Био је син Зевса и Семеле. Етимологија имена се изводи од речи Дио - ген. од Зеус и нусос - трачка реч за сина. У римској митологији је представљан као бог Бах (лат. Bacchus, грч. Βάκχος)  отуда назив баханалије. Познат нам је и под другим именима, као Загреј. Његов култ се веома развио у старој Грчкој, нарочито међу многобројним следбеницама познатим као Менаде.

## Етимологија
Дионисово грчко име изводи се од речи Диос - генитив имена Зевс и нисос - трачке речи за сина. Друга је могућност да се доведе у везу са Нисом - нимфом која га је дојила или планином, где су га посетиле нимфе Нисијаде које су га храниле и учинили бесмртним, како им је Хермес наредио.

## Култ
Дионис је бог мистичних религијских ритуала. По трачким мистеријама он носи босорис - лисичје крзно, које симболизује нови живот. 
Дионисијеве мистерије остале су једне од најтајнијих мистичних култова античке Грчке. Многи историчари верују да је Дионис синестезија локалног грчког божанства природе и много јачег божанства из Тракије или Фригије, као што је Сабазије.
Уопштено, Грци верују да је Дионисов култ у Грчку дошао из Анадолије. По причама, након рођења Зевс односи Диониса у земљу нимфа Нисијада. Грчки концепт где се земља Нисијада налази, допушта да она буде Анадолија, Либија, Етиопија, Арапске земље. Све у свему, то нам говори да је намерно постављено у магичну, далеку земљу.
Трагови истих или веома сличних божанстава могу се наћи у Микени и минојској култури. Дионис је у култури Грчке и њених претходника дуго присутан (пре 1500. године п. н. е.), али увек остаје донекле стран.
Типична Дионисова обележја су бик, змија, бршљан и вино. Дионис има снажну повезаност са сатирима, кентаурима и силенима. Сатири су по Грчкој митологији полуљуди, полуживотиње, који опседају шуме и прате Пана или Диониса. Хесиод их назива браћом планинских нимфи и Куретеса, безначајном и ништавом расом. Сатири су мушки следбеници Диониса, а његове следбенице су менаде. Сатири нису бесмртни, него могу умрети. Селени су тек стари сатири.
У грчким градовима улица је спајала позориште и Дионисов храм, што је омогућило одржавање свечаних процесија који су ујединиле култ у храму и прославу у позоришту.

## Митологија

### Долазак на свет
Долазак Диониса на свет је донекле чудан, чак и за грчку митологију, па изазива тешкоће у његовом смештању унутар пантеона грчких богова. Његова мајка је Семела, кћи Кодмуса, сина краља Феникије и брата Европе. Семела је смртница, људског је рода, док је отац Диониса Зевс, краљ богова.
Постоји неколико верзија приче о Дионисовом доласку у постојање, но заједничка свима је његово поновно рађање (ускрснуће). То поновно рађање је и главни разлог његовог поштовања у религијским мистеријима - смрт и ускрснуће су били елементи мистичког откривења.
Једна од прича о Дионису (из орфичких химна) говори како је Хера, Зевсова жена, љубоморна на дете које није било њено послала Титане да га растргају. Они су дете намамили играчкама и растргли га на комадиће, и готово целог појели пре него што је Зевс успео да их растера својом божанском грмљавином. Једини део који је спашен било је његово срце. Зевс је срце усадио у утробу Семеле и Дионис је поновно рођен.

### Младост
Легенда каже да је Зевс узео малог Диониса и поверио га на чување кишним нимфама Нисаидама, који су га неговале током читавог детињства, за шта их Зевс наградио стављајући их као Хејаде међу звезде.
Кад је Дионис одрастао, открио је културу вина и начин вађења тог драгоценог сока, али га је љубоморна Хера погодила лудилом, које га је натерало да почне да лута различитим деловима света. У Фригији богиња Кибела, у Грчкој позната као Реа, излечила га је и научила га светим ритуалима, те се упутио на путовање по Азији да учи људе узгоју и обрађивању винове лозе. Најпознатије његово путовање је експедиција у Индији, за коју се тврди да је трајала неколико година. Након тријумфалног повратка почиње са објављивањем свог учења по Грчкој. Но, неколико му се кнезова успротивило у том покушају, страхујући да ће његова учења довести са собом нереде и лудило (краљ Пентеј).
Као младић Дионис је био посебно атрактиван. Кад је једном приликом прерушен у смртника путовао бродом, морнари су покушали да га отму и да га сексуално искористе. Но, Дионис је био милостив према њима и претворио их у делфине, али поштедео је капетана, који га је једини препознао и покушао да заустави морнаре.

### Дионисове оргије у Грчкој
Дионисове помахнитале и оргијастичке светковине никада нису потпуно прихваћене у старој Грчкој, а у неким градовима-државама (полисима) су биле забрањене. Познат је покушај тебанског краља Пентеја да забрани обожавање Диониса. Краљ је, према предању, покушао да баци Диониса у тамницу, али су ланци спали са њега, а затворска врата нису могла да се затворе. Дионис је онда обећао Пентеју да може лично да посматра тајне ритуалне на планини близу града, али само ако се преруши у жену. Краљ је одмах пристао, и прерушен у жену, посматрао је Менаде сакривен на дрвету. Али, Менаде су га ускоро откриле и у фанатичном лудилу помислиле да је лав, те су га растргле на комаде. Његова мајка Агава, која је била једна од водећих Менада, схвативши на своје ужасавање шта су учинили, напустила је Тебу и отишла у својевољно изгнанство.
У спису "О врлинама жена", Плутарх износи како су једанпут у ноћном махнитању залутале тебанске Тијаде и не знајући дошле у Амфису, где су од умора и никако не долазећи к себи спустиле се на трг и заспале. У страху да им се што не догоди, јер је град због ратног стања био пун војника, Амфишанке похиташе на чаршију, стадоше у круг око заспалих Тијада и чуваху их тако докле год су спавале. А кад се пробудише, нађоше им се при руци, окрепише их јелом и испратише их до границе.

### Дионисове оргије у Риму
Непокорни Дионис је задао Римљанима прилично невоља. Овај бог плодности, вина и уживања није био пригодно божанство ни за све Грке, али су Римљани још више били узнемирени његовим оргијастичким светковинама. Римски сенат је 186. п. н. е. донео оштар закон против блуда и Дионисових следбеника и следбеница. Неколико хиљада људи је погубљено пре него што је култ Бахуса, бога вина, одбацио дате аспекте Диониса којима су се званичници успротивили. Овај пример добро осликава процес којим су грчка и римска митологија спојене у 2. веку п. н. е.

## Дионис и хришћанство
Дионисијска митологија ће после наћи своје место унутар хришћанства. Постоје многе паралеле између легенде о Дионису и Исусу. Обојици је мајка смртна жена, а отац је врховно божанство. Обојица су се вратила из мртвих и претворила воду у вино. Такође постоје тврдње да хришћанска традиција једења и пијења тела и крви Христове, да би могли да осећају Исуса у себи, такође долази од дионисијског култа.
Дионис је такође посебан у односу на сва друга божанства са Олимпа по томе што је он божанство које су поједини следбеници осећали унутар себе (у мањим бенигним примером утицаја Диониса на хришћанство, за Дионисове следбенике као и за следбенике Пана говоре се да су имале утицаја на модерно виђење Сатане).

## Дионисијеве мистерије
Значајно место у митовима Грчке заузима дионисијски култ и дионисијске мистерије. У оригиналном облику дионисијског култа гледа као на култ задужен за узгајање винове лозе и добијање вина, а у практичном смислу за разумевање животног циклуса вина - утеловљење живог бога - стварање и ферментација вина.
У свом почетку култ није био заокупљен само учењима о вину и његовој традицији, већ једнако свим осталим видовима вина. Не треба заборавити да је вино некада укључивало многе друге састојке, зачине, разне биљке, које су доприносили укусу, квалитету, медицинском учинку самог пића. Узгајање свог тог биља оригинално потпада под дионисијско учење, стварајући га општим култом вегетације и траварском школом. Мед и пчелињи восак су такође додавани раним винима, доводећи га у везу са још старијим културом медовине и пчела у неолитској Европи. Ројеви пчела у дионисијској традицији представљају чисту животну силу. Како је речено, култу су додаване биљке које су биле повезане са вином, па тако и бршљан, за које се сматрао да потискује учинке пијанства и да је супротност вину, те фикус и шишарке.

### Место настанка
Место настанка дионисијских мистерија није познато. Готово је сигурно да су настале изван Грчке, у који улазе са доласком вина, за које се сматра да је настало 6000 година пре Христа. Одатле мотив Дионисовог одрастања у непознатој земљи далеко од Грчке. Место могућег настанка могло би бити планина Арг на граници Месопотамије и Персије или древне дивље лозе на падинама либијских планина. Становници Крита преузимају вино из Египта и Феникије и преносе га у Грчку до 1600. године п. н. е. Вино је такође вероватно дошло у Грчку и копненим путем кроз Малу Азију, али највероватније су из Минојског Крита дошла прва учења из којих ће настати дионисијски култ.

### Основне поставке
Основно начело из изворних иницијација је тема смрти и поновног рођења према годишњим добима те опседнутост духом. Опседнутост укључује призивање духова, што је пропраћено заједничким плесом, обично уз бубњеве и фруле и карактеристичне покрете телом, покрете које су пронађени унутар свих култова изазивања стања транса.
За разлику од већине култова транса, унутар дионисијских обреда учесници су били опседнути животињским духовима и ентитетима и могли су да се претворе у животиње. Но, најпожељнија је Дионисова опседнутост. Разлог постојања таквог култа је контроверзан. Неки га виде као ритуализовано отпуштање потиснутих елемената цивилизоване психологије и привремене инверзије, како би ти елементи били очувани. Други га виде као повратак хаотичним елементима постојања и реакцијом против цивилизације, а трећи у њему виде његову магичну везу са хаотичним моћима. Могуће је да су све те теорије примењиве у различитим манифестацијама култа.
Као и вино, и Дионис је имао различите "укусе" у различитим регијама. Одражавајући митско и културно земљиште, такође се појављује под различитим именима у суседним земљама.
Чињеница да су Грци у своја вина додавали разне друге састојке навела је многе, укључујући Роберта Гровеса, на закључак како неки од тих састојака имају халуциногено деловање. То донекле потврђује и "чаробни напитак", тадашње зачињено вино, које се повезује са дионисијским ритуалима, за које се говори да садржи отровни бршљан. Такође знамо да су шамани тог подручја користили датуру и бунику.

## Савремена тумачења
Милош Ђурић, српски хеленолог, порекло Дионисовог култа налази у осећању пролазности људске индивидуалне егзистенције. “Људски нараштаји пролазе незаустављиво и неповратно, а појединачно ломно људско биће, које се не задовољава тиме да буде само мехур на реци пролазности, налази непролазан живот у мистичко-екстатичком култу Диониса, бога природе која се непрестано подмлађује.”
Главни циљ Дионисових оргија била је, дакле, екстаза, и у њој се верницима отварала нова област искуства, о којој они у свакодневној атмосфери свог ограниченог постојања ништа нису знали. То ново искуство није ништа друго него субјективан доживљај бесконачности и апсолутности, и то осећање душа је даље развијала као уверење да је она божанске природе и да ће, после смрти, када се ослободи ускоће тела, засвагда живети божанским животом каквим је, за кратко време, живела док је била у екстази.
Фридрих Ниче, на завршетку Сумрака богова, изражава се овако: “Тек у Дионисовим мистеријама, у психологији диониског стања, избија основна чињеница хеленског инстинкта – његова воља за живот. Шта је себи Хелен зајемчавао овим мистеријама? Вечан живот, вечно повраћање живота; будућност у прошлости обећану и посвећену; тријумфаторно Да за живот изнад смрти и мена.”
Савремени амерички песник, Џим Морисон, трагом Ничеа, открива сугестивну моћ Дионисовог култа, што долази до изражаја у многим његовим поступцима и песмама.